# Józef Miąso
Józef Miąso (ur. 10 lutego 1930 w Witkowicach, zm. 11 kwietnia 2025) – polski historyk wychowania. Specjalizował się w zakresie badań historii oświaty polskiej XIX i XX w., w tym w zagadnieniach historii szkolnictwa zawodowego, szkolnictwa polonijnego i dziejów uniwersytetów, a także biografiach wybitnych polskich filozofów i pedagogów.

## Życiorys
Studia na Uniwersytecie Warszawskim ukończył w 1955. Został zatrudniony w Pracowni Historii Oświaty Polskiej Akademii Nauk. Doktorat uzyskał w 1959, habilitował się w 1966. W latach 1968–1974 kierownik Pracowni Dziejów Oświaty, od 1972 profesor PAN, od 1973 profesor UW. Od 1974 do 1989 kierownik, a następnie – od 1977 – dyrektor Instytutu Historii Nauki, Oświaty i Techniki PAN.
Od 1955 należał do PZPR.

## Odznaczenia
W czasach PRL był odznaczony m.in. Krzyżem Kawalerskim Orderu Odrodzenia Polski i Medalem Komisji Edukacji Narodowej.

## Wybrane publikacje
- Uniwersytet dla wszystkich, Warszawa 1960,
- Ludwik Krzywicki, Warszawa 1964,
- Szkolnictwo zawodowe w Królestwie Polskim w latach 1815-1915, Wrocław 1966,
- Dzieje oświaty polonijnej w Stanach Zjednoczonych, Warszawa 1970,
- The History of the education of Polish immigrants in the United States, New York 1977,
- Szkoły zawodowe w Polsce w latach 1918-1939: ich rozwój, organizacja i funkcje społeczne, Wrocław 1988,
- Wybrane prace z historii wychowania XIX-XX w., Warszawa 1997,
- Łukasz Kurdybacha, Pisma wybrane, pod redakcją J. Miąso, t. I-II, Warszawa 1976,
- Historia wychowania. Wiek XX, tomy I-II, pod redakcją J. Miąso, Warszawa 1980 i następne wydania.